# D39 (hunebed)

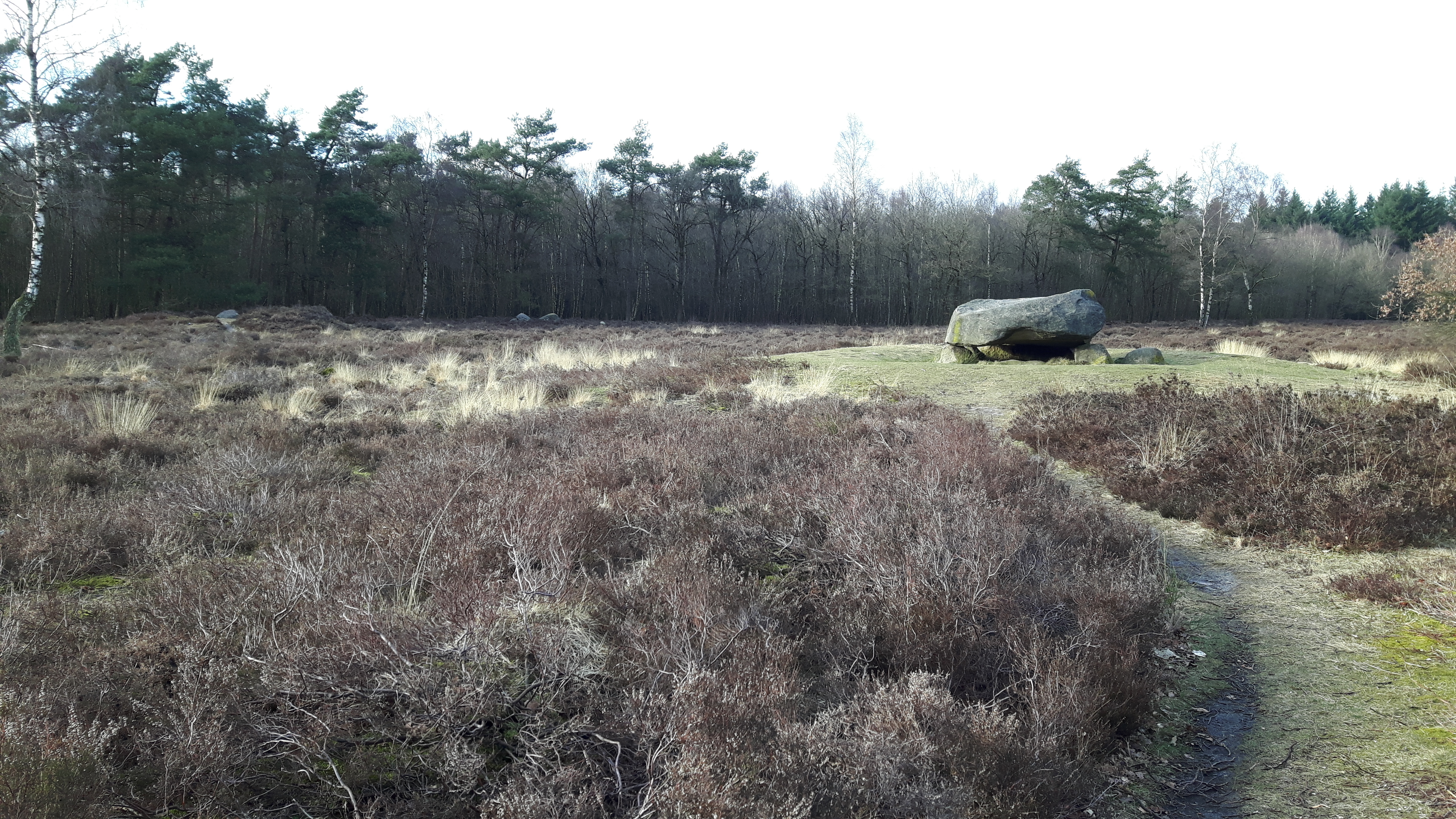
D38, D39 en D40

Hunebed D39 ligt samen met hunebedden D38 en D40 op een open plek in het Valtherbos iets ten noorden van Emmen in de Nederlandse provincie Drenthe. Het inmiddels verdwenen hunebed D39a lag hier vlakbij. D39 is het middelste van de drie hunebedden.

## Bouw
Het hunebed wordt toegeschreven aan de trechterbekercultuur.
Het is een relatief klein hunebed met nog slechts één deksteen. Oorspronkelijk waren er zes draagstenen en drie dekstenen. Er zijn nog twee sluitstenen.
Het hunebed is 4,4 meter lang en 2,5 meter breed.
Er zijn nog restanten van de dekheuvel zichtbaar. Deze dekheuvel is in twee fases gebouwd. In de tijd van de trechterbekercultuur lag hij tot de onderkant van de dekstenen en hij is verhoogd in de tijd van de klokbekercultuur. De ingang lag op het zuidwesten.

## Geschiedenis
Het hunebed wordt vermeld op de Hottingerkaart (1788-1792).
In 1871 kocht de Staat der Nederlanden het hunebed van A. Aikes (cum suis) te Emmen.
Van Giffen beschrijft het hunebed: "Het hunebed is weliswaar door het ontbreken van D_1 en D_3 (dekstenen) onvolledig, doch overigens blijkbaar nog in tamelijk oorspronkelijken staat".
Tijdens het onderzoek van Van Giffen waren de draagstenen onder het zand verborgen, tegenwoordig zijn ze beter zichtbaar.
In 1925 graaft Van Giffen proefsleuven door de dekheuvel, in 1984 bestudeerde J.N. Lanting de proefsleuven opnieuw.
In 1960 wordt het hunebed gerestaureerd.

## Society of Antiquaries[6]
In Engeland ontstond in de jaren zeventig van de 19e eeuw bezorgdheid over de wijze waarop in Nederland hunebedden werden gerestaureerd. In die kringen was men vooral bezorgd dat met de restauraties het oorspronkelijk beeld van de situatie verloren zou gaan. De directeur van de Society of Antiquaries in Londen verzocht de oudheidkundigen William Collings Lukis en sir Henry Dryden om de staat waarin de hunebedden zich op dat moment bevonden nauwkeurig vast te leggen. Zij bezochten in juli 1878 Drenthe en brachten veertig hunebedden op de Hondsrug in kaart. Ze hebben opmetingen verricht en beschreven de aangetroffen situatie, die zij tevens vastlegden in een serie aquarellen. Hun rapportage aan de Society of Antiquaries verscheen echter niet in druk. Hun materiaal werd bewaard bij de Society of Antiquaries, het Guernsey Museum & Art Gallery en het Drents Museum. Het Ashmolean Museum in Oxford bezit kopieën van hun werk. In 2015 publiceerde de Drentse archeoloog dr. Wijnand van der Sanden alsnog hun werk. Hij voorzag hun materiaal van een uitgebreide inleiding. Ook schetste hij de ontwikkelingen met betrekking tot het archeologisch onderzoek van de hunebedden na hun onderzoek tot 2015. Hij gaf als oordeel dat het werk van Lukis en Dryden van hoge kwaliteit was. In het Drents Museum was in 2015 een tentoonstelling over het werk.
Hunebed D39 is weergegeven op Plan XXXIII. Lukis en Dryden bezochten het hunebed op 20 juli 1878. Het hunebed lag ongeveer 10 meter ten zuidwesten van D38 (gemeten van de basis van de dekheuvels). De diameter van de dekheuvel was circa 17,4 meter. De dekheuvel was ongeveer 1,5 meter hoog. Er waren nog vier draagstenen aanwezig, deze lagen totaal ingegraven in het zand. Er lag nog een deksteen op zijn plaats, waarschijnlijk waren er oorspronkelijk vier dekstenen.